# Štiavnik
Štiavnik é um município da Eslováquia, situado no distrito de Bytča, na região de Žilina. Tem 55,69 km² de área e sua população em 2018 foi estimada em 4.043 habitantes. Foi citado pela primeira vez em documento oficial no ano de 1439.

## Demografia
| Ano:        | 1994 | 2004   | 2014   | 2024   |
| ----------- | ---- | ------ | ------ | ------ |
| Broj ljudi: | 3944 | 4097   | 4101   | 3920   |
| Razlika:    |      | +3,87% | +0,09% | -4,41% |

| Ano:               | 2023 | 2024   |
| ------------------ | ---- | ------ |
| Número de pessoas: | 3933 | 3920   |
| Diferença:         |      | -0,33% |